# Zima (EP)
| Recensione | Giudizio |
| ---------- | -------- |
| InterMedia | 7/10     |

Zima è il secondo EP della cantante russa Zivert, pubblicato il 16 dicembre 2022 dalla Pervoe muzykal'noe e Sem'ja. L'album è una riedizione dell'EP Home Session registrato per Apple Music.

## Descrizione
Il progetto discografico contiene cover di canzoni come Ajsberg di Alla Pugačëva, Diskoteka na dvoich di Lyriq e Kaby ne bylo zimy dal cartone animato Zima v Prostokvašino; per lo stesso, è stata inoltre registrata una versione rock della canzone Mnogotočija.

## Tracce
1. Ajsberg – 3:02 (Igor' Nikolaev, Lidija Kozlova)
2. Kaby ne bylo zimy (con Lyriq) – 2:28 (Evgenij Krylatov, Jurij Ėntin, Leonid Širin, Julija Zivert)
3. Diskoteka na dvoich (con Lyriq) – 3:03 (Leonid Širin, Bogdan Leonidovič)
4. Mnogotočija (Rock) – 3:20 (Samvel Vardanjan, Bogdan Leonidovič, Julija Zivert)